# Brachirus
Genre
Brachirus (autrefois appelé Synaptura) est un genre de poissons plats marins de la famille des Soleidae. Les espèces de ce genre vivent dans l'océan Indien et le Pacifique ouest.

## Liste des espèces
Le site WoRMS reconnaît 16 espèces du genre Brachirus :
- Brachirus aenea Smith, 1931
- Brachirus annularis Fowler, 1934
- Brachirus aspilos Bleeker, 1852
- Brachirus dicholepis Peters, 1877
- Brachirus elongatus Pellegrin & Chevey, 1940
- Brachirus harmandi Sauvage, 1878
- Brachirus heterolepis Bleeker, 1856
- Brachirus macrolepis Bleeker, 1858
- Brachirus marmoratus Bleeker, 1853
- Brachirus niger Macleay, 1880
- Brachirus orientalis Bloch & Schneider, 1801
- Brachirus pan Hamilton, 1822
- Brachirus panoides Bleeker,1851
- Brachirus selheimi Macleay, 1882
- Brachirus sorsogonensis Evermann & Seale, 1907
- Brachirus swinhonis Steindachner, 1867

FishBase et EOL reconnaissent, en plus des 16 espèces citées précédemment, 2 autres espèces:
- Brachirus siamensis Sauvage, 1878
- Brachirus villosus Weber, 1907

Espèces du genre Brachirus
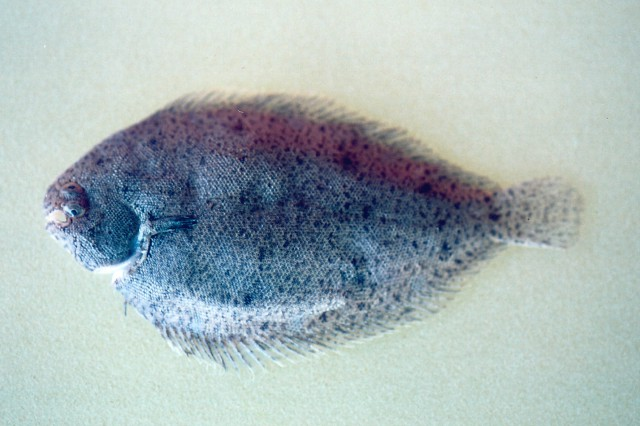
Brachirus harmandi
Brachirus heterolepis
Brachirus macrolepis
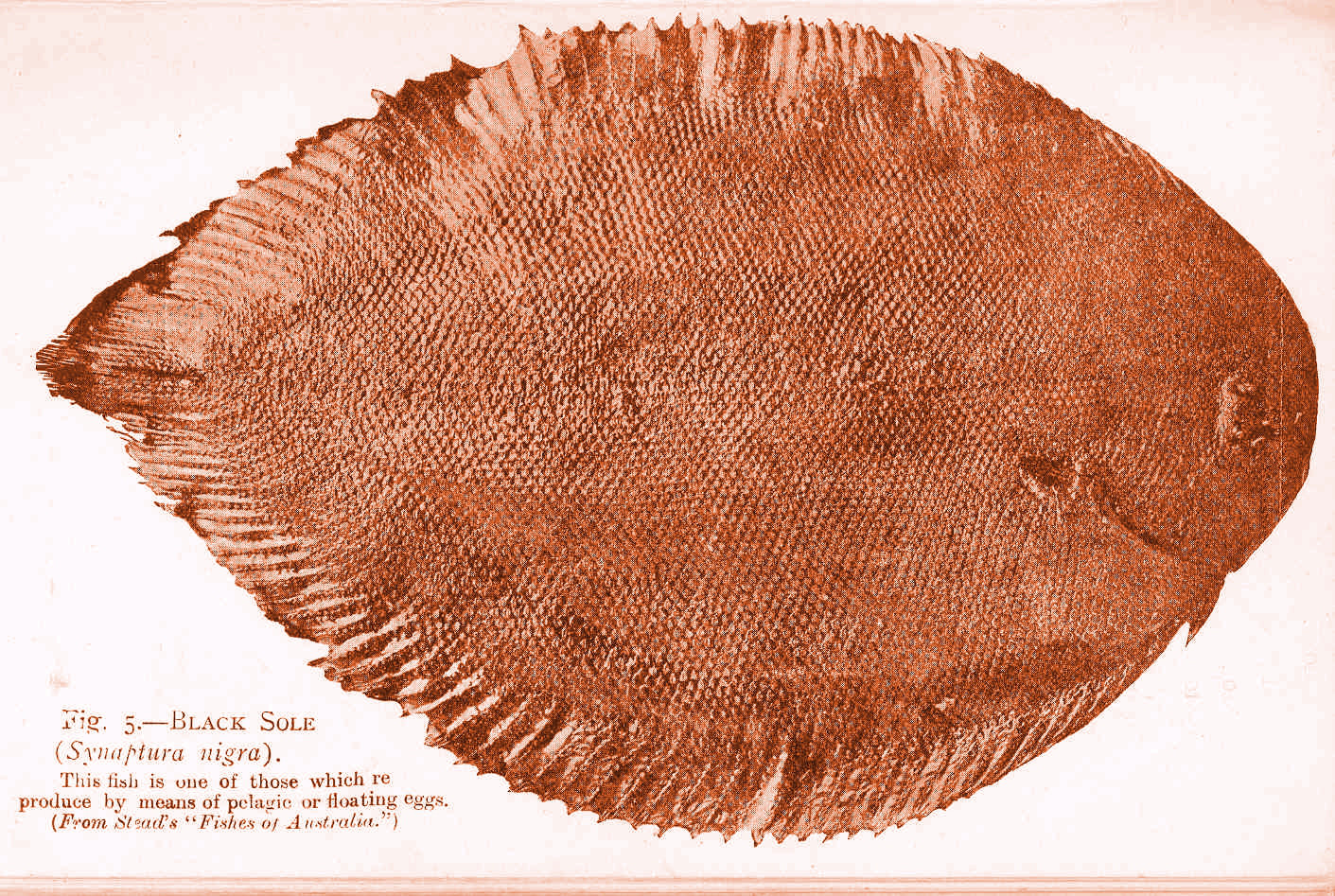
Brachirus niger ou Sole noire
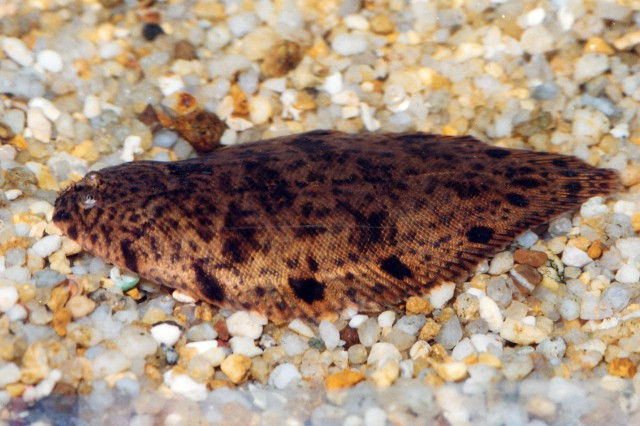
Brachirus orientalis
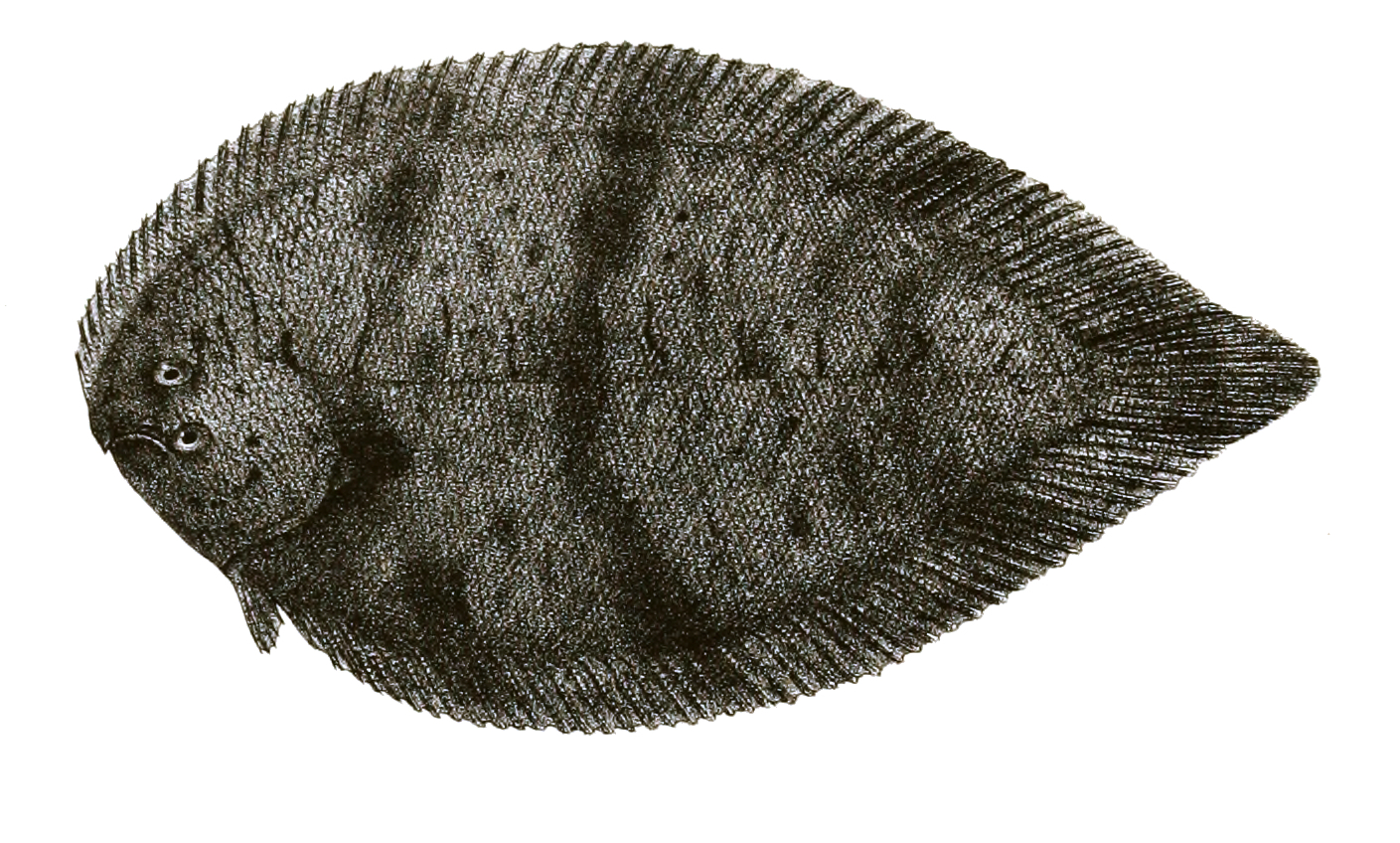
Brachirus pan
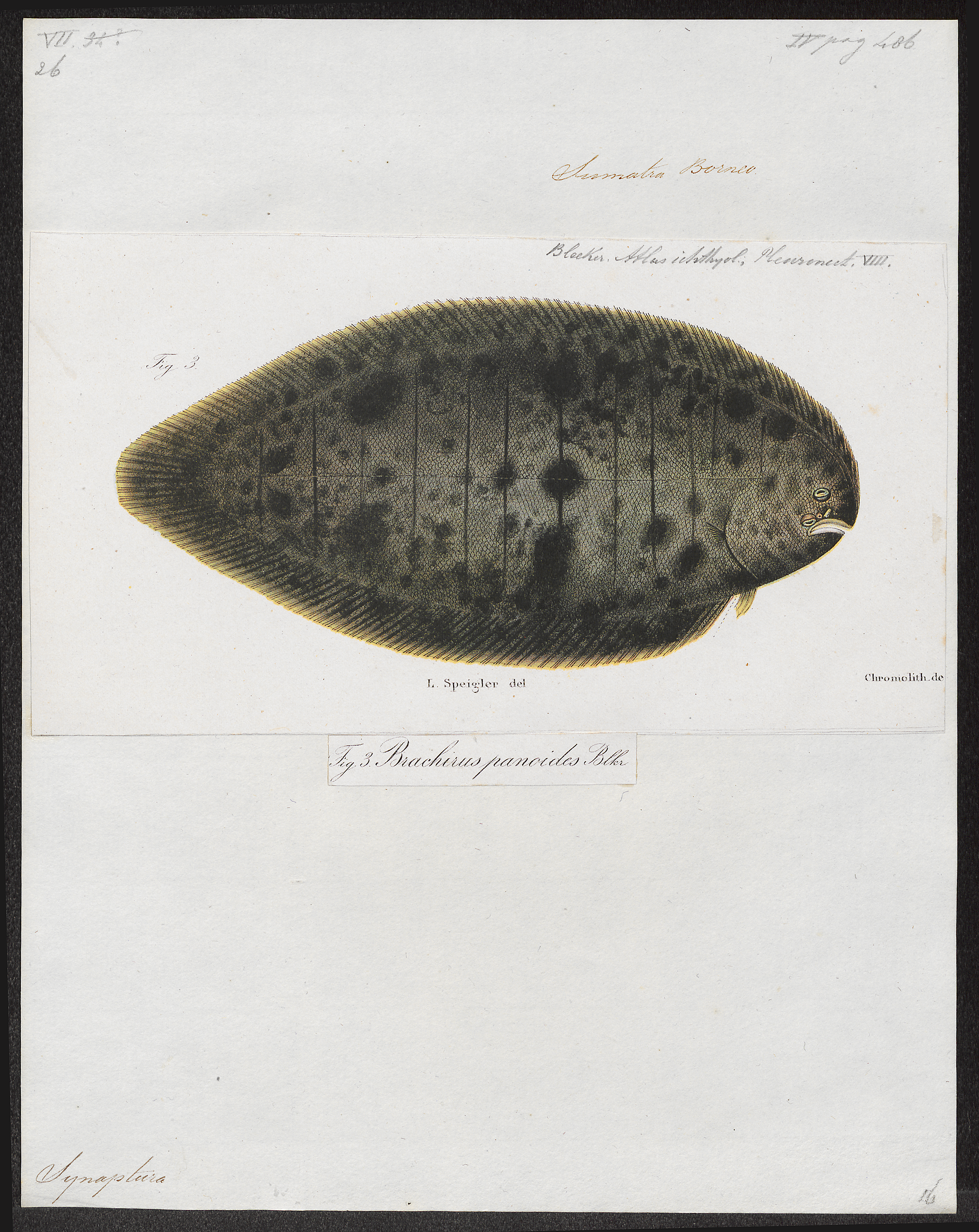
Brachirus panoides
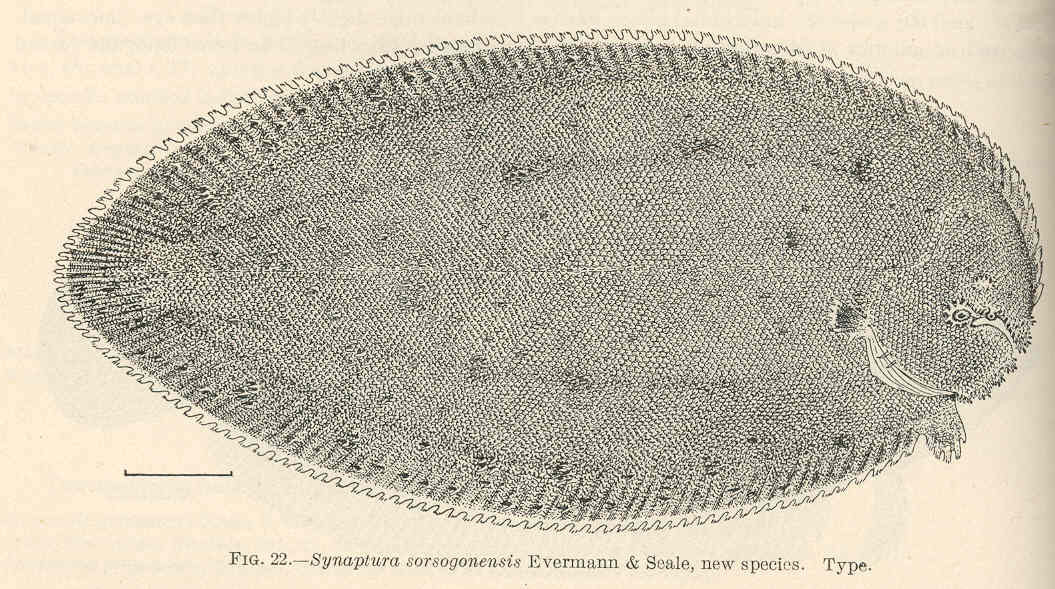
Brachirus sorsogonensis